# Ким Джон Пхиль
Ким Джон Пхиль (кор. 김종필?, 金鍾泌?; 7 января 1926 — 23 июня 2018) — южнокорейский государственный и политический деятель. Премьер-министр Республики Корея в 1971—1975 и 1998—2000 годах.

## Биография
Окончив школу, начал сначала учёбу в Сеульском национальном университете, но позже оставил его и окончил в 1949 году Корейскую Военную академию (8-й выпуск). Во время Корейской войны был произведен в подполковники. В сентябре 1960 года Ким Джон Пхиль был в составе группы из 12 подполковников (10 из них — члены «восьмого выпуска») и 4 полковников, которая ворвалась в здание Генерального Штаба и потребовала смены большинства членов военной верхушки, за что был арестован и уволен из армии, но вскоре был восстановлен и получил звание полковника.
По линии жены был родственником Пак Чон Хи. Принял активное участие в майском перевороте 1961 года, после чего Пак Чон Хи поручил Киму создать Корейское Центральное разведывательное управление (KCIA), которое Ким Джон Пхиль возглавлял до начала 1963 года.
В начале 1963 года Пак Чон Хи перевёл Кима на работу по организации новой политической партии — Демократической Республиканской Партии (ДРП), первый съезд которой состоялся 26 февраля 1963 года. Программа ДРП отражала основные положения теории административной демократии, причем идеалы нового режима связывали с духом Первомартовского движения 1919 года и Апрельской революции 1960 года.
В 1960-х годах вокруг Ким Джон Пхиля неоднократно возникали скандалы, связанные с обвинениями его в махинациях на фондовом рынке в Сеуле и злоупотреблением иностранными инвестициями, но официальных обвинений ему никогда не предъявлялось.
В конце 1960-х, когда Пак Чон Хи начал добиваться изменения конституции страны, чтобы выставить свою кандидатуру на третий президентский срок, Ким Джон Пхиль, который видел себя в качестве наиболее вероятного его преемника, стал этому противиться, в результате чего в мае-июне 1968 г. был снят с государственных постов и 30 мая 1968 года снят с поста председателя ДРП и отстранён от партийной деятельности. На протяжении политической карьеры Ким Джон Пхиля неоднократно снимали со всех постов и отправляли в ссылку, а потом возвращали на руководящие государственные и партийные должности.
С июня 1971 по декабрь 1975 года Ким Джон Пхиль был премьер-министром Республики Корея. В 1975 году Пак Чон Хи снял Кима с должности премьер-министра и заменил его на Чхве Гю Ха, который был профессиональным бюрократом, но, в отличие от Кима, не имел политических амбиций.
После убийства Пак Чон Хи и прихода к власти Чон Ду Хвана, Ким Джон Пхиль был исключён из партии и некоторое время содержался под арестом.
В 1987 году участвовал в президентских выборах, занял 4 место по числу голосов избирателей (около 8 %). После победы Ким Ён Сама на президентских выборах 1992 года, вступил в коалицию с Ким Ён Самом, но через год коалиция распалась. После этого Ким Джон Пхиль создал правую партию «Объединённые либерал-демократы» которая на парламентских выборах 1996 года получила 50 мандатов.
С марта 1998 по январь 2000 года вновь занимал должность премьер-министра.
В начале 2002 года Ким Джон Пхиль заявлял о намерении вновь баллотироваться в президенты, но ввиду отсутствия реальных шансов участвовать в президентских выборах не стал. После того как на парламентских выборах 2004 года его партия получила только 4 мандата, он объявил о своём уходе из политической жизни.
Скончался 23 июня 2018 года.

## Интересные факты
В 2001 году Ким Джон Пхиль посетил Индию в составе представительной делегации корейских историков, предпринимателей и представителей правительства, включавшей представителей как КНДР (в том числе посла КНДР в Индии), так и Южной Кореи, считающих себя потомками легендарного короля Суро, основателя государства на юго-востоке Корейского полуострова в I веке. Делегация приняла участие в торжественном открытии памятника королеве Хван, жене короля Суро, на западном берегу реки Сараю в штате Уттар-Прадеш.
После этого визита Ким Джон Пхиль направил письмо Бхимендра Мохан Мишра Пратапу, представителю королевской фамилии из Айодхья, в котором отметил: «я выполнил своё желание посетить Айодхья, принцесса которого стала королевой Хван, женой короля Суро. Я являюсь потомком короля Суро в 72-м поколении».